# Timothée Chalamet
Timothée Hal Chalamet (čita se: Timoti Šalame, New York, 27. prosinca 1995.) francusko-američki je glumac i filmski producent. Njegova priznanja uključuju nominacije za dvije nagrade Oscar, nominacije za četiri nagrade Zlatni globus i nominacije za četiri filmske nagrade BAFTA.
Njegov otac je Francuz Marc Chalamet urednik je Dječjeg fonda Ujedinjenih naroda (UNICEF) i njujorški dopisnik novina „Le Parisiena”. Njegova majka Nicole Flender je židovskog porijekla, a sestra Pauline Chalamet također je glumica.
Chalamet je svoju karijeru započeo kao tinejdžer na televiziji, pojavivši se u dramskoj seriji „Homeland” 2012. Godine 2014. debitirao je u komediji-drami „Men, Women & Children” i se u znanstvenofantastičnom filmu Christophera Nolana „Interstellar”. Chalamet je privukao međunarodnu pozornost glavnom ulogom tinejdžera u filmu o odrastanju Luce Guadagnina „Skrivena ljubav” (2017.), čime je dobio nominaciju za Oscara za najboljeg glumca.
Uz sporedne uloge u filmovima Grete Gerwig „Lady Bird” (2017) i „Male žene”, Chalamet je preuzeo glavnu ulogu Nica Sheffa u biografskom filmu „Lijepi dječak” (2018). Tada je počeo glumiti u visokobudžetnim filmovima, portretirajući Paula Atreidesa u znanstvenofantastičnom filmu Denisa Villeneuvea „Dina” (2021.), njegovom nastavku „Dina: Drugi dio” (2024.) i Willyja Wonku u fantastičnom glazbenom filmu Paula Kinga „Wonka” (2023.). Za portret Boba Dylana u biografskoj drami „Bob Dylan: Potpuni neznanac” (2024.), koju je također producirao, bio je nominiran za svoju drugu nagradu Oscar za najboljeg glumca.
Na kazališnoj pozornici je Chalamet glumio u autobiografskoj drami „Razmetni sin” Johna Patricka Shanleya 2016., za koju je osvojio nagradu „Lucille Lortel” i dobio nominaciju za nagradu „Drama League”. 